# Brian d'Arcy James
Brian d'Arcy James (Saginaw, 29 juni 1968) is een Amerikaans acteur.

## Biografie
Brian d'Arcy James werd in 1968 geboren in Saginaw (Michigan) als de zoon van Mary Kelly, een verkoopster van kinderboeken, en advocaat Thomas F. James. Zijn grootvader langs moederszijde was politicus Harry Kelly, gewezen gouverneur van Michigan. Zijn oom was acteur en producent Brian Kelly, die in de jaren 1960 een hoofdrol vertolkte in de tv-serie Flipper (1964–1967). Zijn familie is van Ierse afkomst.
James heeft een broer (Andrew) en twee zussen (Kate en Anne). In 1990 studeerde hij af aan de Northwestern-universiteit in Illinois. Om zich te onderscheiden van een andere acteur met dezelfde naam die eveneens was aangesloten bij de vakbond Actors' Equity Association (AEA) besloot James om ook zijn tweede naam, d'Arcy, aan zijn artiestennaam toe te voegen. 

### Carrière
James is een gelauwerde musicalacteur. Sinds 1997 werkt hij ook regelmatig mee aan film- en tv-producties. In 2002 werd hij voor zijn rol als Sidney Falco in de musicaladaptatie van Sweet Smell of Success voor het eerst genomineerd voor een Tony Award. In de daaropvolgende jaren ontving hij ook nominaties voor Shrek The Musical en Something Rotten!. James maakte ook deel uit van de off-Broadwaycast van de succesvolle musical Hamilton.
In 2003 sprak James de stem in van enkele personages van het videospel Medal of Honor: Rising Sun.
In 2015 werkte hij ook mee Spotlight. In die dramafilm vertolkte hij een van de journalisten van The Boston Globe die in 2002 een pedofilieschandaal aan het licht hadden gebracht. De film werd bekroond met de Oscar voor beste film.